# Purpurryggig vaktelduva
Purpurryggig vaktelduva (Zentrygon lawrencii) är en fågel i familjen duvor inom ordningen duvfåglar.

## Utbredning och systematik
Fågeln förekommer från Costa Rica till östra Panama (Darién). Tidigare placerades den i släktet Geotrygon men genetiska studier visar att den står närmare Zenaida. 

## Status och hot
Arten har ett stort utbredningsområde, men tros minska i antal, dock inte tillräckligt kraftigt för att den ska betraktas som hotad. Internationella naturvårdsunionen IUCN listar arten som livskraftig (LC). Beståndet uppskattas till i storleksordningen 20 000 till 50 000 vuxna individer.

## Namn
Fågelns vetenskapliga artnamn hedrar George Newbold Lawrence (1806-1895), amerikansk affärsman, ornitolog och samlare av specimen.